# Teatro all'Antica
Le teatro all’Antica (« théâtre à l’antique ») est un théâtre de Sabbioneta, en Lombardie. C’est le premier théâtre de plain-pied construit à cet effet du monde moderne, et le deuxième plus ancien théâtre en salle dans le monde, après le teatro Olimpico de Vicence. C’est, avec ce dernier et le théâtre Farnèse à Parme, l’un des trois théâtres de la Renaissance encore en existence.

## Histoire

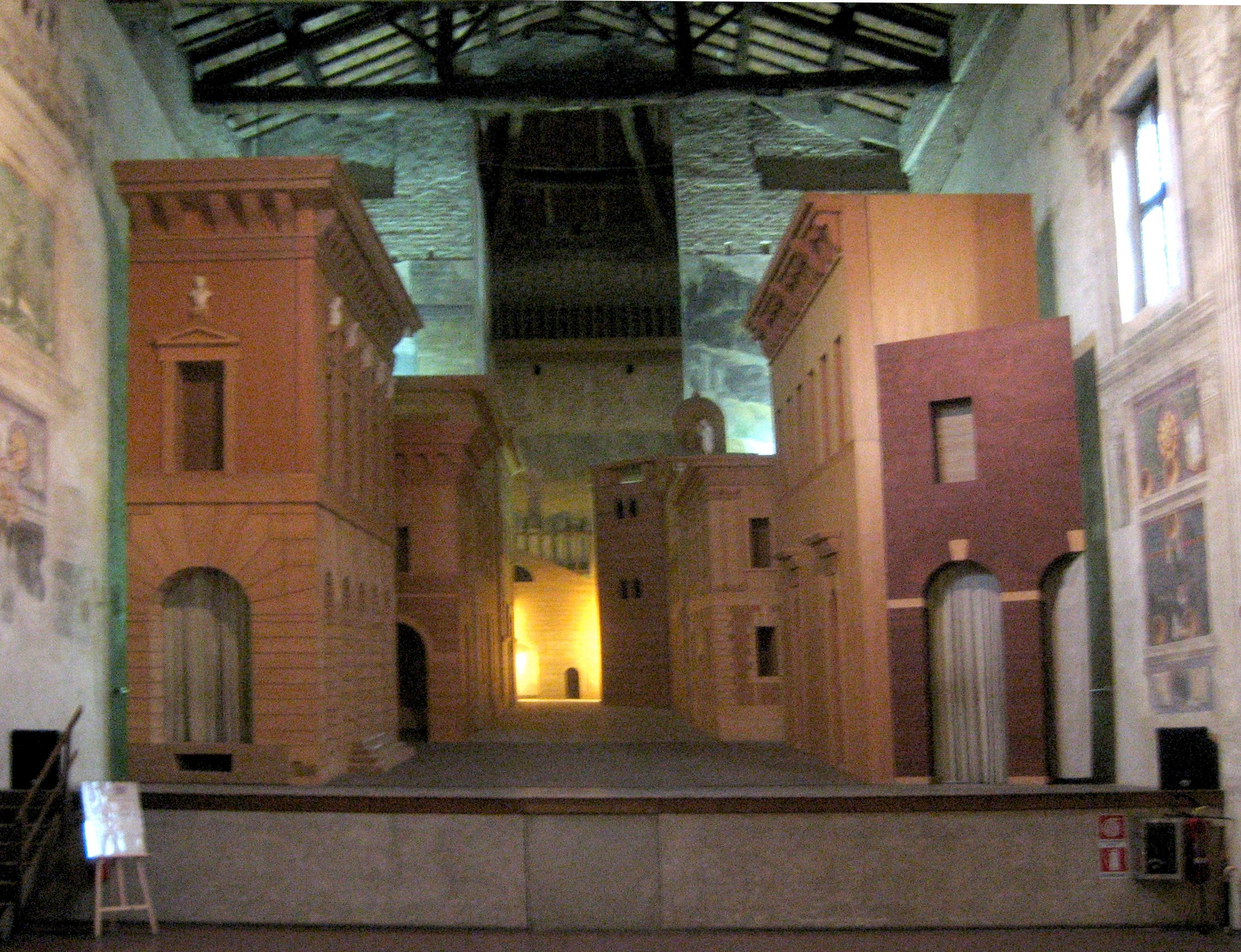
La scène du teatro all’Antica, vue de l’espace assis.

Le théâtre a été construit en 1588 et 1590 par le célèbre architecte Vincenzo Scamozzi pour le duc Vespasien Gonzague, qui l’avait commandé afin d’essayer de transformer son petit siège ducal en ville classique idéale. Le prestigieux emplacement réservé au théâtre dans la Via Giulia, la rue principale de la ville, et le fait qu’un bâtiment séparé ait été érigé pour contenir le théâtre, signalent l’importance que pouvait avoir, comme signe de la société civilisée que le duc essayait de créer, le théâtre. Le choix de ce lieu prestigieux s’est cependant soldé par l’inconvénient suscité par un cadre étroit et resserré que seule l’ingéniosité de l’un des architectes les plus doués de la Renaissance a su convertir en théâtre.

## Influences

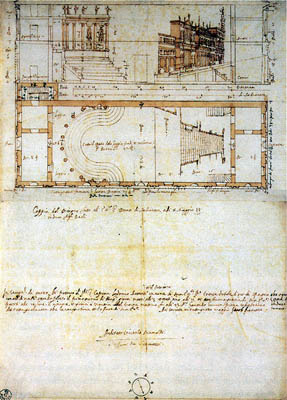
L’élévation (haut) et le plan d’étage (ci-dessous) de Vincenzo Scamozzi pour le teatro all’Antica.

L’influence du teatro Olimpico sur le Teatro all’antica est évidente dans un certain nombre de fonctionnalités et plus particulièrement dans la colonnade à l’arrière des places assises et dans les décors. Ces influences ne sont pas surprenantes dans la mesure où Scamozzi avait supervisé la construction du Teatro Olimpico après la mort du grand Palladio, qui était à l’origine de la conception originale. Scamozzi avait été responsable, en particulier, des remarquables perspectives formant le paysage sur la scène du Teatro Olimpico. Le Teatro all’antica est néanmoins un théâtre très différent, en partie à cause de la différence dans la nature du bâtiment dans lequel il a été placé, et en partie grâce aux importantes leçons apprises par Scamozzi à la suite de ses travaux au précédent théâtre.
Alors que l’espace occupé par le teatro olimpico est à peu près carré, le teatro all’antica est environ trois fois plus long que large. La structure plus longue et plus étroite du bâtiment empêchait Scamozzi de construire l’espace des places assises en forme de demi-cercle considéré par Palladio, sur le modèle des anciens théâtres romains, comme la forme idéale pour le public. Là où l’espace large et peu profond du bâtiment converti pour abriter le teatro Olimpico avait forcé Palladio à étirer le demi-cercle idéal en ellipse, la situation inverse imposée à Scamozzi à Sabbioneta l’a obligé à le transformer en fer à cheval.
Scamozzi a, en outre, complètement abandonné les fronts de scène complexes d’inspiration classique qui constitue, à bien des égards, le trait caractéristique du Teatro Olimpico. La suppression de ce fond de scène rigide, qui l’avait forcé à construire sept scènes de rue séparées afin que tous les membres du public puissent voir au moins une partie du paysage, l'a mené à construire une vue en perspective unique d’une scène de rue. Les plans de Scamozzi pour ce paysage en trompe-l’œil sont clairement visibles dans le coin supérieur droit de ses plans pour le théâtre. L’illusion de grande distance a été obtenue par la diminution rapide de la taille de la fausse façade des bâtiments sur une distance resserrée. En tant que partie intégrante de l’illusion, le niveau du sol augmente rapidement pour permettre aux bâtiments de rétrécir verticalement, tandis que les deux côtés de la rue se referment horizontalement. On peut constater les deux caractéristiques de la conception de la scène, respectivement, sur le côté supérieur droit et le côté inférieur droit des plans de Scamozzi. Compte tenu de l’étroitesse de l’espace réservé aux places assises, une seule perspective suffisait à tous les membres de l’auditoire.
Au XVIe siècle, le décor originel de Scamozzi a été enlevé et remplacé par un nouveau système de vantaux coulissants. La conservation de ses plans, illustrés ci-dessus, dans les archives de la galerie des Offices de Florence, a néanmoins rendu possible, au XXe siècle, la reconstruction de nouveaux paysages sur la base des plans originaux et leur ajout au théâtre.

## Notes

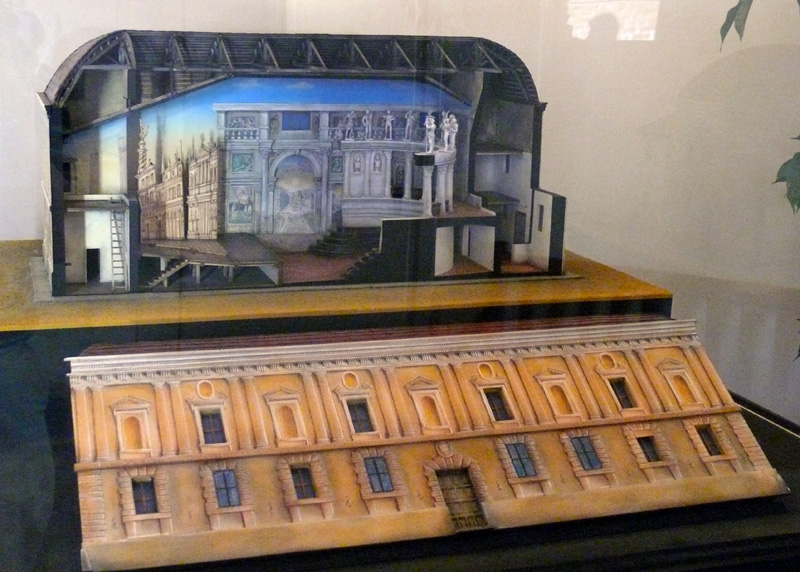
Maquette du teatro all'antica située à l’intérieur du théâtre.